# أخيون (نبات)
الأخيون أو حشيشة الأفعى زهرة الأفعى أو كفث أفعوي (الاسم العلمي: Echium vulgare) هو نبات برّي مزهر خشن، ذو طبيعة عشبية معمّرة، له بعض الإستعمالات الطبية.

## الاسم الشائع
حشيشة الأفعى أو رأس الأفعى.

## الموطن
موطنه الأصلي أوروبا وغرب ووسط آسيا. وكما يوجد أيضا في أمريكا الشمالية.

## وصفه
نبات خشن، ورقه مستطيل ورقيق، وفيه رطوبة تدبق اليد وعلى الورق شوك شبيه بالزغب، ينمو على فروعه زهر يشبه رأس الأفعى. وهو نبات برّي يتكاثر بالبذور.

## في الطب القديم
استعمل قديما كعقار لآلام الظهر والمفاصل، وكمدرّ للبول واللبن.

## معرض صور

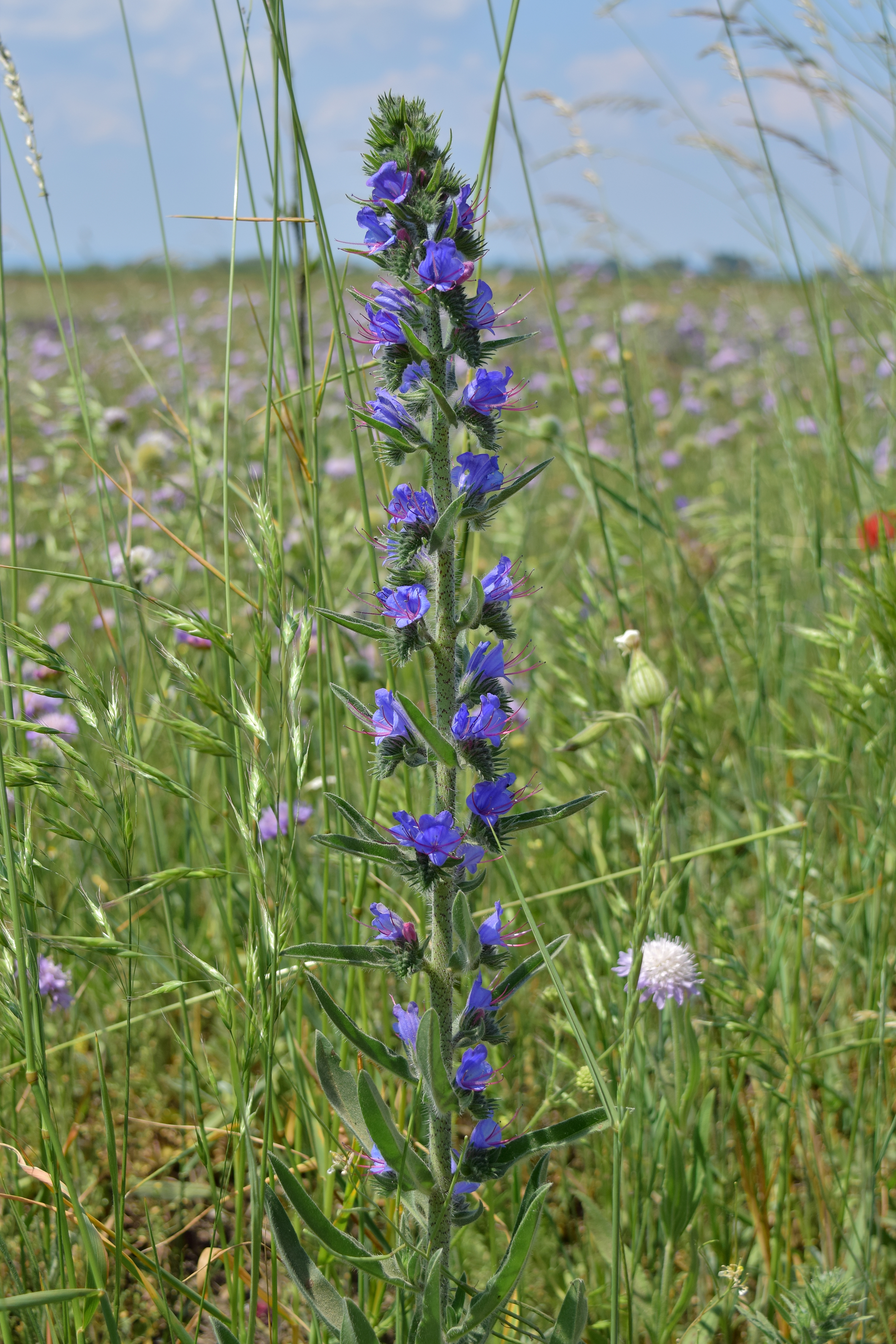
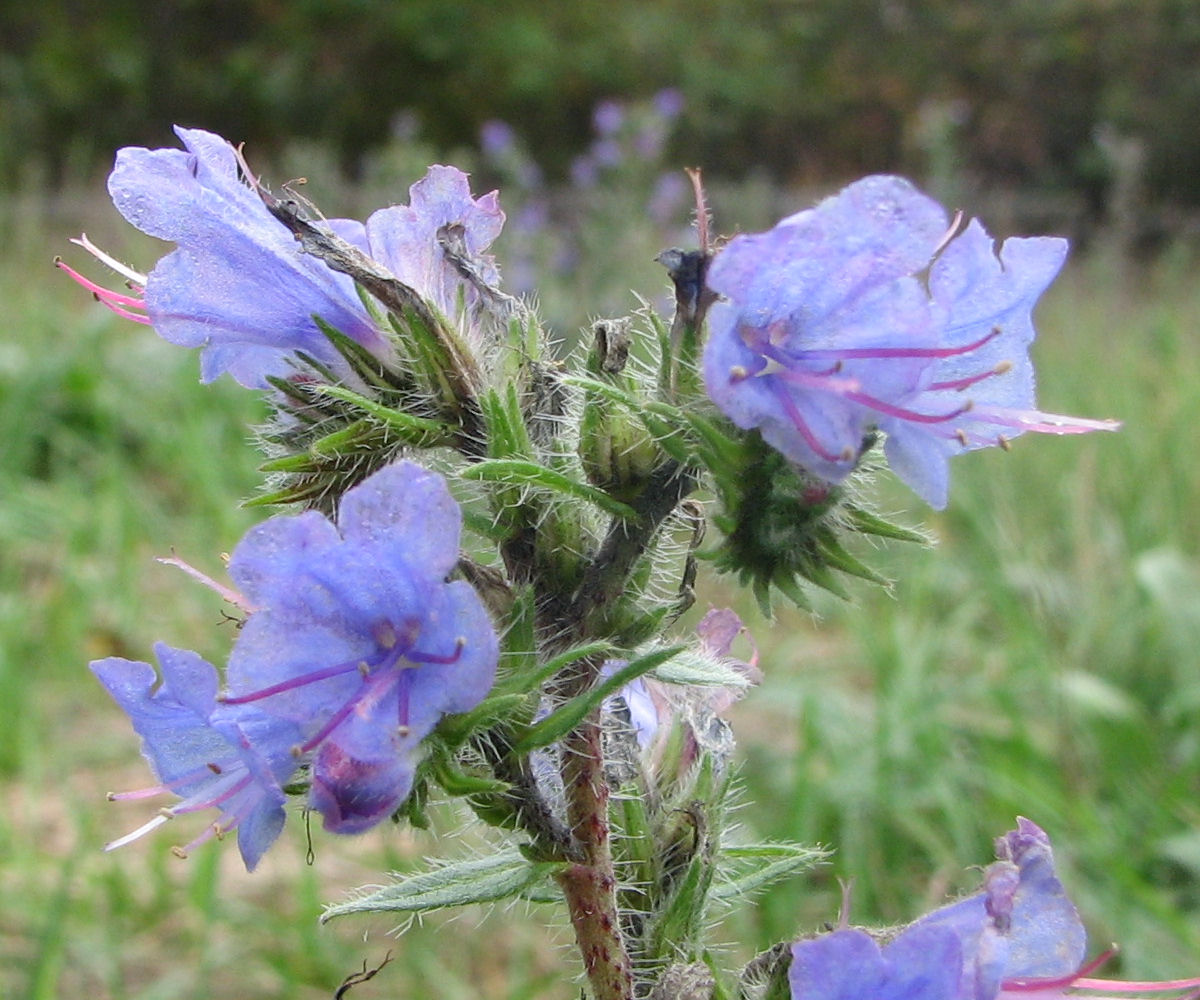
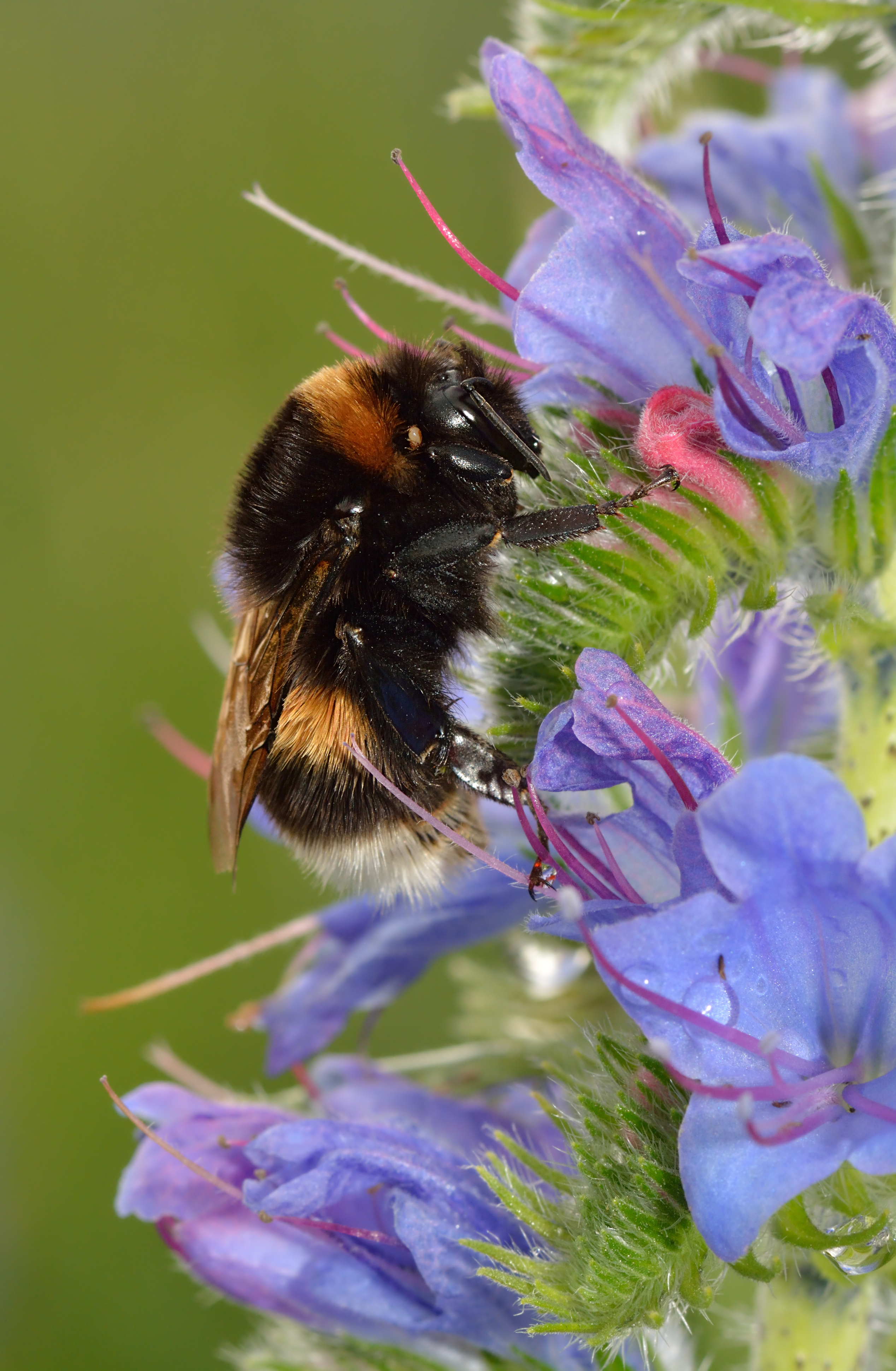
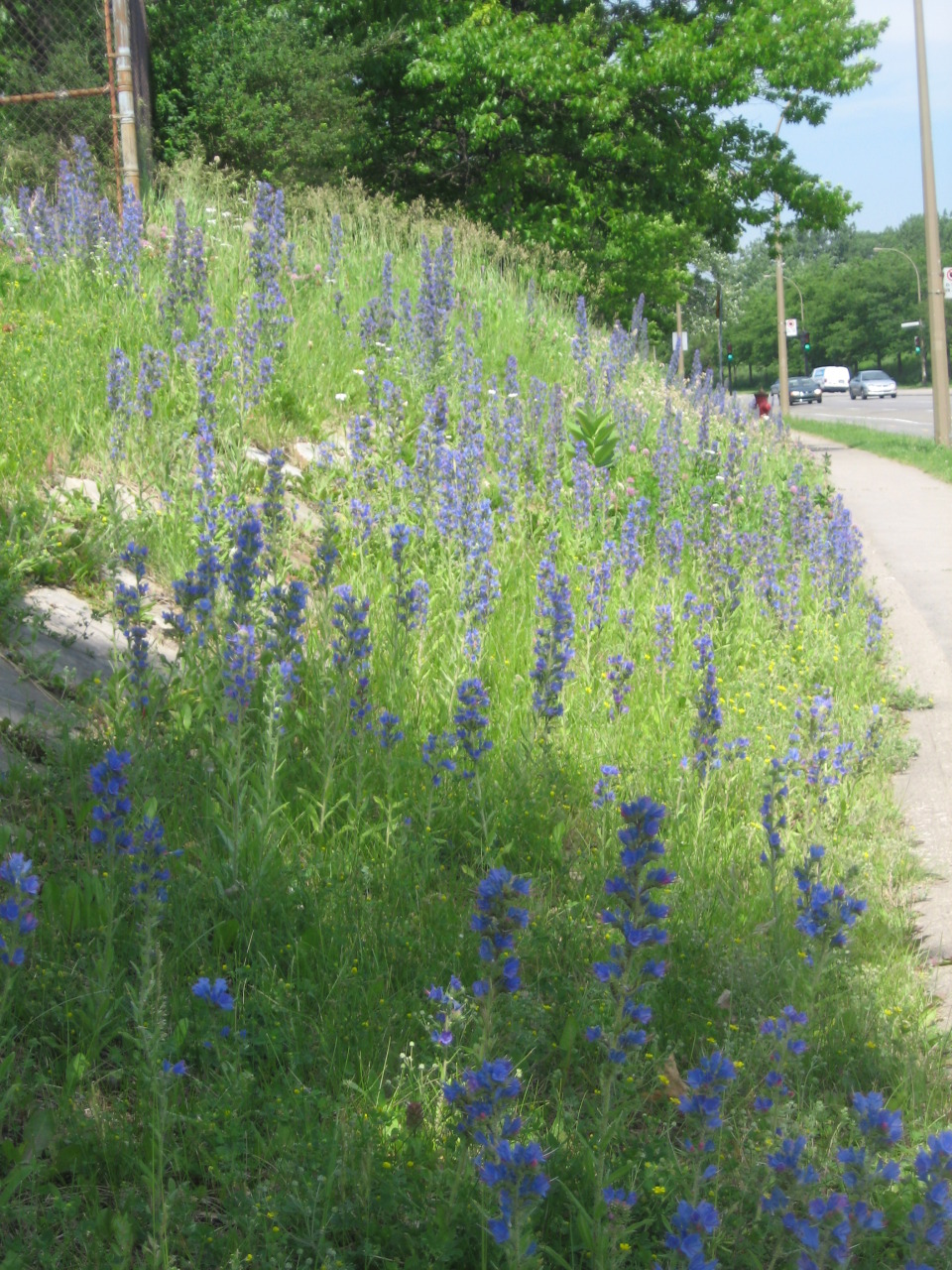

## المواد الفعّالة
- سينوغلوسين
- كونوليسين
- مواد عقصية